# Kew Bulletin
Kew Bulletin — рецензируемый ежеквартальный международный научный журнал по таксономии, систематике растений и грибов, официальный печатный орган Королевских ботанических садов Кью. Журнал издаётся международной издательской группой Springer Science+Business Media от имени Королевских ботанических садов Кью. 
В журнале публикуются материалы по охране природы, палинологии, цитологии, анатомии, фитогеографии, фитохимии и эволюции в контексте таксономии и систематики растений. Имеется раздел с рецензиями на книги и с уведомлениями о предстоящих публикациях. Материалы публикуемые в журнале сопровождаются графическими иллюстрациями и фотографиями.[A]
Стандартное сокращение по ISO 4, используемое при цитировании журнала: Kew Bull..
Доступ
- Начиная с тома №63 (2008 год) материалы доступны на Springerlink[B].
- Тома с 1 по 64 (1946—2009 годы) и более ранние, начиная с 1887 года, доступны онлайн через архив JSTOR.

## История
Журнал был основан в 1887 году под названием «Kew Bulletin of Miscellaneous Information» ( Bull. Misc. Inform. Kew) Выпуск нового ботанического журнала был организован Уильямом Тизелтон-Дайером, директором ботанических садов Кью в то время. Журнал создавался с целью содействовать обмену информацией между ботаниками метрополии из садов Кью и исследователями природы из отдаленных частей Британской империи, особое внимание уделялось материалам о растениях, имеющих важное экономическое значение.

## Индексация
- Biological Abstracts
- Science Citation Index
- Scopus